# Арктик (пароплав)
Пароплав «Арктик» (англ. SS Arctic) був 2856-тонним пароплавом, який був одним із небагатьох лайнерів Collins Line, які здійснювали трансатлантичні пасажирські та поштові пароплавні перевезення протягом 1850-х років. Він був найбільшим з чотирьох аналогів, побудованих за допомогою США за державні субсидії, щоб кинути виклик трансатлантичному перевазі компанії Cunard Line, яку підтримувала Британія. За чотири роки служби корабель був відомий як своєю швидкістю, так і розкішшю його приміщень.
27 вересня 1854 року під час переходу до Нью-Йорка з Ліверпуля біля узбережжя Ньюфаундленду Арктик зіткнулася в тумані з французьким пароплавом SS Vesta і затонув через чотири години. Місткість рятувальних шлюпок «Арктики» становила близько 180, цього було достатньо для менше половини тих, хто був на борту; човни були спущені на воду в атмосфері паніки та безладу, а принцип «спочатку жінки та діти» був проігнорований. З приблизно 400 осіб на борту (250 пасажирів, 150 членів екіпажу) вижили 24 пасажири чоловічої статі та 61 член екіпажу; всі жінки і діти загинули. Відповідальних за катастрофу нікого не було, офіційне розслідування не проводилося. Рятувальні шлюпки на пасажирських суднах залишалися недостатніми аж до 20 століття.

## Інтернет-ресурси
- Моторошна причина, чому ніхто не говорить про кораблетрощу, смертоноснішу за Титанік